# 白沙河 (丹兜海)
白沙河，又称那交河，位于中华人民共和国广西壮族自治区南部，发源于博白县南部新田镇亭子村察龙屯东北1千米，蜿蜒向西南流经大垌镇、那卜镇、老虎头水库、双旺镇、龙潭镇、合浦县白沙镇等地，于合浦县山口镇山角村流入南海北部湾丹兜海。河长71.73千米，平均比降0.92‰，流域面积654平方千米。年均径流量4.7亿立方米。